# Ja'akov Gil (1931)
Ja'akov Gil (hebrejsky: יעקב גיל, rodné jméno Ja'akov Gila, žil 17. ledna 1931 – 21. ledna 2007) byl izraelský politik a poslanec Knesetu za stranu Ma'arach.

## Biografie
Narodil se v Jeruzalému. Chodil na školu v Bejt Alfa a studoval sociální práci na Hebrejské univerzitě. Byl aktivní v mládežnickém hnutí Ha-Šomer ha-ca'ir, v letech 1952–1954 byl členem kibucu Megido.

## Politická dráha
V letech 1965–1983 působil na vedoucích postech v samosprávě města Jeruzalém. Od roku 1964 byl členem strany Mapaj. Byl členem vedení Strany práce v regionu Jeruzalému. Předsedal mládežnické sekci celostátní organizace Strany práce. Byl rovněž předsedou Asociace izraelských mládežnických a komunitních pracovníků. V roce 1984 byl členem výboru předsedy vlády pro děti v nouzi.
V izraelském parlamentu zasedl poprvé po volbách v roce 1981, do nichž šel za stranu Ma'arach. Stal se členem výboru pro vzdělávání a kulturu a výboru pro jmenování islámských soudců. Předseda podvýboru pro historické muzeum v Safedu, podvýboru pro znesvěcení památníku Síně slávy a společnému výboru pro úpadek postavení praktických inženýrů. Opětovně byl za Ma'arach zvolen ve volbách v roce 1984. Mandát ale získal až dodatečně, v březnu 1988, jako náhradník po rezignaci poslance Simchy Dinice. Nastoupil jako člen do parlamentního výboru pro vzdělávání a kulturu, výboru House Committee, výboru pro televizi a rozhlas, výboru státní kontroly a výboru pro zahraniční záležitosti a obranu. Ve volbách v roce 1988 mandát neobhájil.